# Ulica św. Jadwigi we Wrocławiu
Ulica św. Jadwigi – fragment jednej z najważniejszych arterii średniowiecznego Wrocławia (część tzw. „szlaku bursztynowego”), prowadząca przez wyspę Piasek od Mostu Piaskowego do mostów Młyńskich.

## Historia

### Przebieg, budowle i nazwy
W średniowieczu znajdowała się tuż za linią wewnętrznych murów miejskich i była główną drogą zaliczanej do Przedmieścia Piaskowego osady Piasek, będącej w XII wieku własnością Piotra Włosta (zm. 1153), palatyna Bolesława Krzywoustego. Włost przed rokiem 1149 ufundował na Piasku klasztor kanoników regularnych św. Augustyna, których sprowadził z Francji; klasztor znajdował się na miejscu, gdzie później znajdowała się Biblioteka Uniwersytecka. Po śmierci Piotra Włosta jego żona ufundowała, w sąsiedztwie klasztoru, kościół Najświętszej Marii Panny na Piasku. Obydwa te obiekty były kamienne, w stylu romańskim, ale w XIV wieku, kiedy naprzeciw klasztoru męskiego powstał klasztor żeński oraz kaplica cmentarna (kościół św. Anny, zbudowany w latach 1375–1385), budowle romańskie zostały zastąpione gotyckimi.
Pierwszy bruk na dzisiejszej ulicy św. Jadwigi położono już w roku 1408. Wszystkie wymienione wcześniej budynki, a także przyklasztorna szkoła ze szpitalem z I połowy XV wieku oraz kaplica św. Józefa z lat 80. XV w. i domy mieszkalne (zamieszkałe na początku XV w. głównie przez piekarzy i karczmarzy) znajdowały się przy tej ulicy. Pozostawała ona w okresie średniowiecza bezimienna (obiekty tutejsze określano albo jako znajdujące się po prostu „na Piasku”, albo opisowo, np. „koło młyna na Piasku”), bądź też nazywana była tak jak sama wyspa Piasek. W podobny sposób określano tę ulicę również później, po niemiecku: der Sand albo auf dem Sand („Piasek” albo „na Piasku”); była też nazywana Breite Gasse (tj. „Szeroka”). W wieku XIX, w październiku 1824, zaczęto stosować nazwę Neue Sand Gasse (Nowy Zaułek Piaskowy), a od II połowy XIX w. do roku 1945 – Neue Sand Straße. Po II wojnie światowej patronką ulicy została Jadwiga Śląska – święta Kościoła katolickiego, żona Henryka I Brodatego, księcia wrocławskiego, matka Henryka II Pobożnego, kanonizowana w 1267 r.
W roku 1558 wzdłuż ulicy znajdowały się 23 posesje czynszowe. W latach 1686–1690 wzniesiono, obok klasztoru żeńskiego, kościół św. Jakuba. W 1818 roku, po kasacie majątków zakonnych dokonanej w 1810 na terenie Śląska i Królestwa Prus, dawny późnogotycki kościół św. Anny z 1385 został przekształcony w szpital św. Anny. Ćwierć wieku później podjęta została decyzja o zmianie patrona barokowego kościoła św. Jakuba, którego patronką od roku 1852 stała się święta Anna.

### Oblężenie Wrocławia
Podczas oblężenia Festung Breslau w 1945 przy Neue Sand Straße (dzisiejszej ul. św. Jadwigi), w podziemiach Biblioteki Uniwersyteckiej na Piasku, mieściła się od ostatnia kwatera dowództwa obrony twierdzy, przeniesiona tam w kwietniu 1945 z Liebichs Höhe (wgórza Liebicha, obecnego Wzgórza Partyzantów). Niemiecki plan przewidywał wysadzenie w powietrze i zburzenie nadziemnych kondygnacji Biblioteki, aby w ten sposób utworzyć nad podziemiami grubą warstwę gruzu, która zabezpieczyłaby kwaterę przed skutkami radzieckiego bombardowania. W związku z tym zamierzeniem pracownicy Biblioteki zaczęli przenosić zbiory do znajdującego się po drugiej stronie ulicy kościoła św. Anny, gdzie wkrótce znalazło się ok. 300 tys. książek, ale ostatecznie planu wysadzenia gmachu nie wprowadzono w życie ze względu na niedostatek materiałów wybuchowych. Zasoby biblioteczne jednak uległy zniszczeniu: kilka dni po kapitulacji Niemców (6 maja 1945), w gmachu Biblioteki 11 maja pojawił się pożar, który wkrótce przeniósł się na kościół św. Anny, gdzie spłonęło jego zabytkowe barokowe wnętrze i zgromadzone w nim książki.

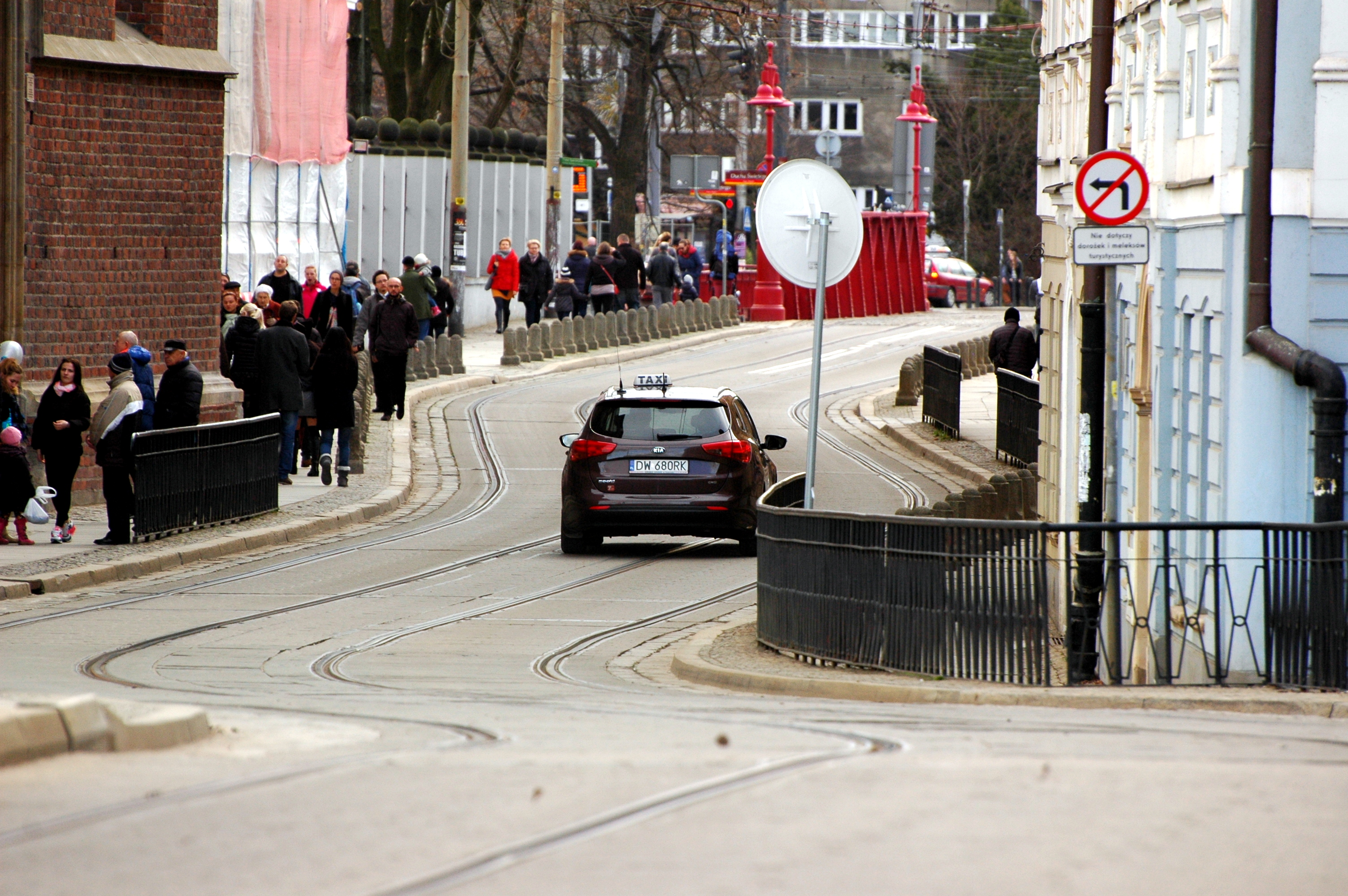
Duży ruch pieszych na ul. św. Jadwigi w drugi dzień Bożego Narodzenia, widok w stronę mostu Piaskowego (jaskrawoczerwony, widoczny w oddali)

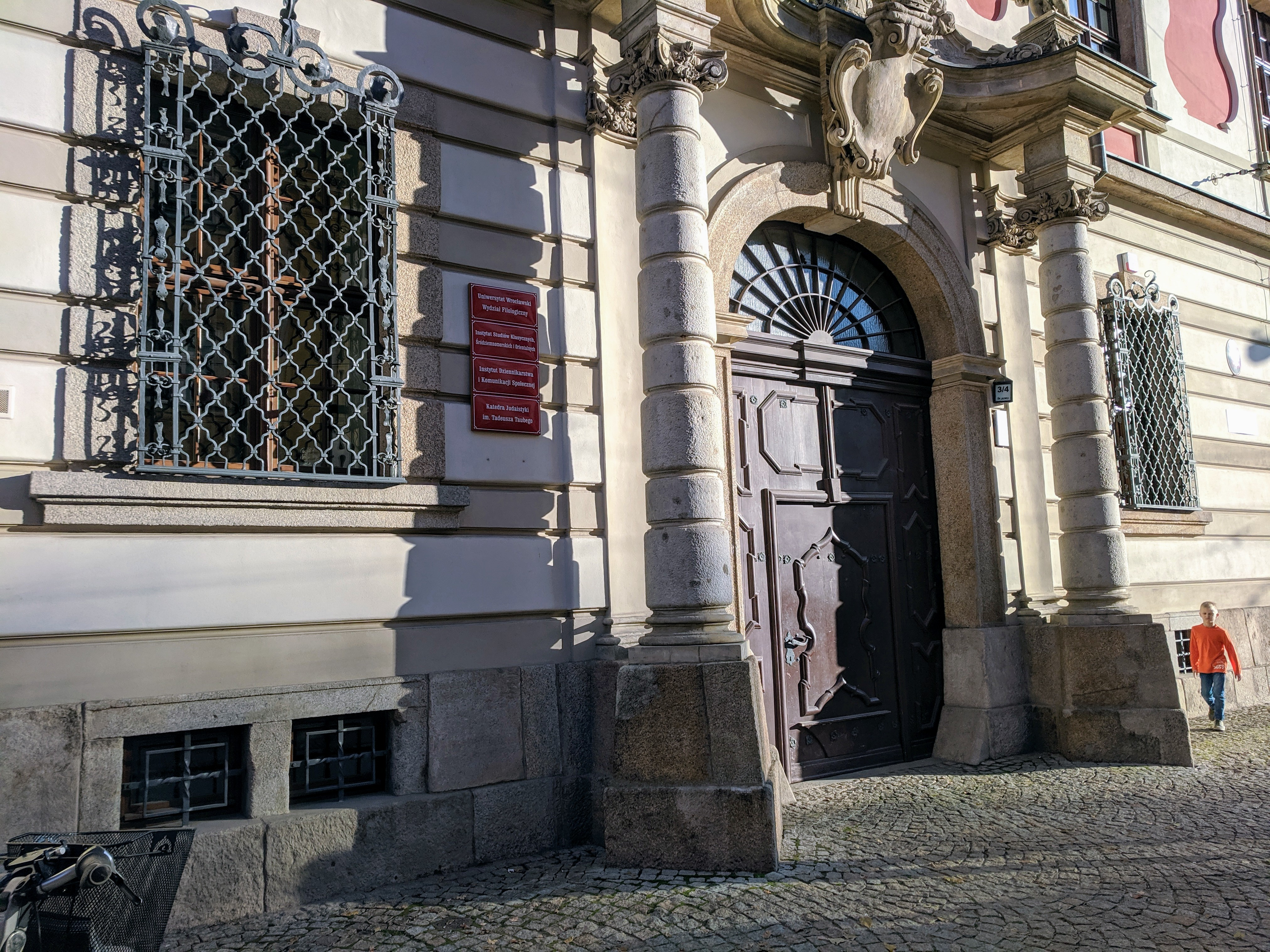
Budynek Wydziału Filologicznego przy ul. św. Jadwigi 3/4, dawniej Biblioteka Uniwersytecka

### Po II wojnie światowej
Zabudowa ulicy legła wiosną 1945 w gruzach w stopniu na tyle znacznym, że tylko jej część nadawała się do odbudowy. Niemniej udało się uratować przed całkowitym zniszczeniem największy i najcenniejszy zabytek, kościół Najświętszej Marii Panny na Piasku oraz znajdujący się obok budynek Biblioteki Uniwersyteckiej, oba po wschodniej stronie ulicy. Po przeciwnej stronie odbudowany został barokowy kościół św. Anny (obecna cerkiew Świętych Cyryla i Metodego przy ul. św. Jadwigi 13), budynek dawnego klasztoru pod numerem 12, późnogotycki dawny kościół św. Anny (późniejszy szpital św. Anny) pod numerem 11, kamienica „Pod Okiem Opatrzności” pod numerem 10 oraz kamienica „Pod Królem Salomonem” pod numerem 9. W latach 60. XX wieku rozważano wykorzystanie wolnej przestrzeni na tyłach kościoła św. Anny (na zachód od osi ulicy św. Jadwigi) na wybudowanie przebiegającej tamtędy szerokiej na 21 metrów arterii, z torowiskiem tramwajowym, by odciążyć wąską ulicę św. Jadwigi od rosnącego ruchu pojazdów. Planów tych jednak nigdy nie zrealizowano, reorganizacja ruchu samochodowego w centrum Wrocławia dokonana została w inny sposób.
Ulica prowadzi z południowego zachodu (przy moście Piaskowym) na północny wschód (przy mostach Młyńskich) i liczy sobie około 210 metrów. Na całej długości przebiega nią dwutorowa linia tramwajowa. Uchwałą Rady Miejskiej z 21 stycznia 2016 w sprawie podziału miasta na osiedla zaliczana jest do wrocławskiego Starego Miasta.